# Godło Związku Socjalistycznych Republik Radzieckich

Godło ZSRR

Godło ZSRR – wizerunek złotego sierpa i młota na tle kuli ziemskiej obróconej tak by było widać Eurazję i Afrykę. W promieniach wschodzącego słońca i w obramowaniu z kłosów. Kłosy przepasane są czerwonymi wstęgami zawierającymi hasło: „Proletariusze wszystkich krajów, łączcie się!” napisane w językach urzędowych wszystkich republik związkowych. U góry godła znajduje się pięcioramienna czerwona gwiazda.
Wygląd godła definiował artykuł 169. Konstytucji Związku Socjalistycznych Republik Radzieckich.
Godło to obowiązywało w praktycznie niezmienionej postaci od 6 lipca 1923 roku do końca istnienia Związku Socjalistycznych Republik Radzieckich. Jedyne większe modyfikacje polegały na zmianie liczby wstęg zawierających poszczególne wersje językowe hasła wzywającego do jedności proletariatu i sposobu jego zapisywania. Początkowo wstęg tych było 6, potem, w miarę przyznawania poszczególnym republikom autonomicznym statusu republik związkowych liczba wstęg wzrastała; ostatnia zmiana, polegająca na zmniejszeniu ich liczby z 16 do 15 poczyniona była w 1958 roku, dwa lata po przeobrażeniu Karelo-Fińskiej SRR na Karelską ASRR. Ponadto w latach 30. dokonano zmiany sposobu zapisu: wersje językowe republik środkowoazjatyckich zapisywane do tego czasu alfabetem łacińskim zostały zapisane cyrylicą.
Hasło „Proletariusze wszystkich krajów, łączcie się” było zapisywane:
| od góry po lewej stronie: - w jęz. turkmeńskim: Әхли юртларың пролетарлары, бирлешиң! - w jęz. tadżyckim: Пролетарҳои ҳамаи мамлакатҳо, як шавед! - w jęz. łotewskim: Visu zemju proletārieši, savienojieties! - w jęz. litewskim: Visų šalių proletarai, vienykitės! - w jęz. gruzińskim: პროლეტარებო ყველა ქვეყნისა, შეერთდით! - w jęz. uzbeckim: Бутун дунё пролетарлари, бирлашингиз! - w jęz. ukraińskim: Пролетарі всіх країн, єднайтеся! | od góry po prawej stronie: - w jęz. estońskim: Kõigi maade proletaarlased, ühinege! - w jęz. ormiańskim: Պրոլետարներ բոլոր երկրների, միացե'ք! - w jęz. kirgiskim: Бардык өлкөлордүн пролетарлары, бириккиле! - w jęz. mołdawskim: Пролетарь дин тоате цэриле, униць-вэ! - w jęz. azerskim: Бүтүн өлкәләрин пролетарлары, бирләшин! - w jęz. kazachskim: Барлық елдердің пролетарлары, бірігіңдер! - w jęz. białoruskim: Пралетарыі ўсіх краін, яднайцеся! |

| oraz wyśrodkowane na samym dole: - w jęz. rosyjskim: Пролетарии всех стран, соединяйтесь! |

## Galeria

Godło ZSRR z 6 lipca 1923
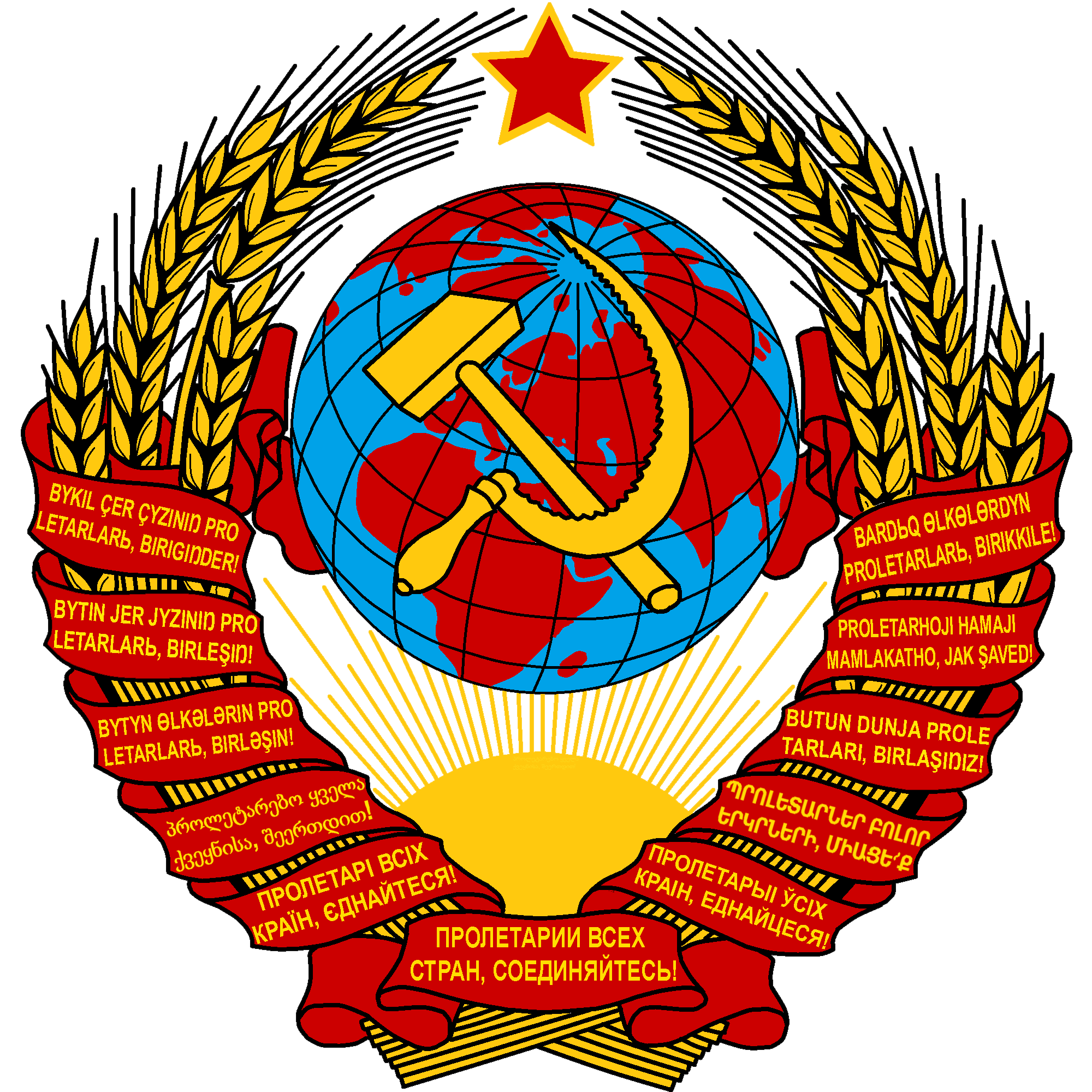
Godło ZSRR (1936–1946)
Godło ZSRR (1946–1956)
Godło ZSRR (1956–1991)